# سی‌هولم، ویکتوریا
سی‌هولم (به انگلیسی: Seaholme) یک منطقهٔ مسکونی در استرالیا است که در ویکتوریا (استرالیا) واقع شده‌است.